# Castel (jeu)
Pour les articles homonymes, voir Castel.
Castel est un jeu de cartes de Bruno Faidutti et Serge Laget, édité par Jeux Descartes en 2000.
Castel un jeu de société dans lequel les joueurs s'efforcent de placer des cartes représentant des personnages archétypaux de l'univers médiéval-fantastique dans un château médiéval. Les restrictions aux placements des cartes, et leurs effets très variés, créent un jeu très interactif, à la manière des jeux de cartes à collectionner comme Magic: The Gathering.

## Matériel
- Un cadre délimitant le plan de jeu, sous la forme de quatre rectangles en carton matérialisant les remparts (la cour du château est délimitée par les remparts mais n'est pas matérialisée) ;
- des cartes carrées ;
- des pions de couleur identifiant les joueurs ;
- un sac de pioche.

## Déroulement du jeu
Lors de la mise en place, chaque joueur dispose de cartes, certaines en main, d'autres dans un talon ; des cartes sont placées dans une pioche commune (mises dans le sac).
Le but du jeu est de se débarrasser de toutes ses cartes (main et talon). À chaque tour, un joueur peut faire deux actions :
- soit poser une carte ;
- soit prendre une carte dans son talon ;
- soit échanger une carte de sa main avec une carte de la pioche commune.

Lorsqu'il pose une carte sur le plateau, le joueur pose également un pion de couleur pour marquer son appartenance.
Chaque carte comporte des conditions pour la poser :
- position sur le plateau : soit sur le rempart (par exemple les soldats), soit dans une tour (par exemple les archers ou les fantômes), soit dans la cour (roi, reine, princesse, courtisans), soit hors de murs (comme les engins de siège) ;
- condition spécifique : par exemple doit être posée à côté de tel type de carte, ou au contraire ne peut être posé à côté de tel type de carte.

Certaines cartes permettent de renvoyer des cartes entre les mains de leur propriétaire. Par exemple, s'il y a un engin de siège à chaque muraille, tous les soldats sont renvoyés dans la main de leur propriétaire au moment de la pose du quatrième ; s'il y a quatre soldats sur une muraille, l'engin de siège est renvoyé dans la main de son propriétaire lors de la pose du quatrième soldat. Certaines cartes permettent de protéger d'autre cartes (empêche qu'on les enlève), ou bien font changer la position des cartes (ce qui peut permettre de poser d'autres cartes), ou bien échangent ou enlèvent des pions de couleur (ce qui peut éviter de voir revenir une carte dans sa main)…